# Cartas de navegación aeronáutica

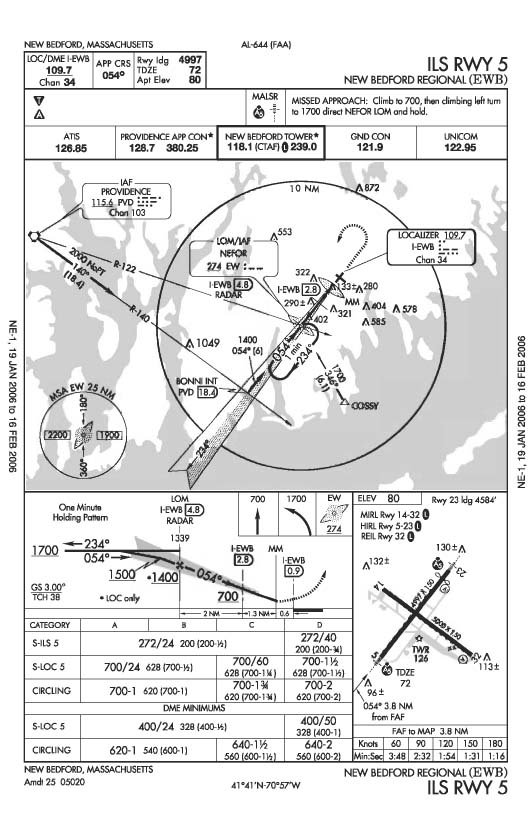
Procedimiento de aproximación.

La carta aeronáutica se define como la representación de una porción de la tierra, su relieve y construcciones, diseñada especialmente para satisfacer los requisitos de la navegación aérea. Se trata de un mapa en el que se reflejan las rutas que deben seguir las aeronaves, y se facilitan las ayudas, los procedimientos y otros datos imprescindibles para el piloto.
La seguridad de la navegación aérea exige la elaboración y publicación de cartas aeronáuticas actualizadas y precisas, que respondan a las necesidades actuales de la aviación. En consecuencia, corresponde a cada Estado miembro de la Organización de Aviación Civil Internacional (OACI) adoptar las disposiciones necesarias para facilitar el esfuerzo de cooperación que supone la producción y difusión de cartas aeronáuticas. Además, cada Estado tiene la obligación de proporcionar información del propio territorio a través de las cartas aeronáuticas.

## Tipos de Cartas
El objetivo principal de las cartas aeronáuticas es satisfacer los requisitos que el piloto necesita sobre diversa información de tipo aeronáutico, teniendo en cuenta la fase de vuelo en la que se encuentra, para asegurar la operación segura y rápida de la aeronave.
En la operación de la aeronave se definen las siguientes fases:
- Rodaje desde el puesto de estacionamiento de la aeronave hasta el punto de despegue.
- Despegue y ascenso hasta la estructura de rutas.
- Ruta.
- Descenso hasta la aproximación.
- Aproximación para aterrizar y aproximación frustrada.
- Aterrizaje y rodaje hasta el puesto de estacionamiento.

Dependiendo de la fase de vuelo y las reglas de vuelo aplicables (visuales o instrumentales), las características de las cartas varían de forma sustancial, ya que el piloto requiere información diferente.
En el Anexo 4 de la OACI “Cartas Aeronáuticas” figuran disposiciones sobre 17 tipos de cartas con respecto a las cuales se ha establecido la necesidad de uniformidad en el ámbito internacional. Los 17 tipos se distribuyen en 4 grupos de acuerdo con su utilización principal.
El primer grupo se utiliza para la planificación previa al vuelo y comprende las
siguientes cartas:
1. Plano de obstáculos de aeródromo – Tipo A (limitadores de utilización).
2. Plano de obstáculos de aeródromo – Tipo B.
3. Plano de obstáculos de aeródromo – Tipo C.
4. Carta topográfica para aproximaciones de precisión.
El segundo grupo abarca las cartas que se utilizan en vuelo, entre el despegue y el aterrizaje, y son:
5. Carta de navegación en ruta.
6. Carta de área.
7. Carta de salida normalizada – Vuelo por instrumentos (SID).
8. Carta de llegada normalizada – Vuelo por instrumentos (STAR).
9. Carta de aproximación por instrumentos.
10. Carta de aproximación visual.
El tercer grupo comprende las cartas que se utilizan para los movimientos en tierra de las aeronaves en el aeródromo, y son:
11. Plano de aeródromo.
12. Plano de aeródromo para movimientos en tierra.
13. Plano de estacionamiento y atraque de aeronaves.
El cuarto grupo comprende las cartas que se utilizan para la navegación aérea visual, el trazado de posiciones y la planificación, y son:
14. Carta aeronáutica mundial (escala 1:1.000.000).
15. Carta aeronáutica (escala 1:500.000).
16. Carta de navegación aeronáutica (escala pequeña).
17. Carta de posición.
De estos 17 tipos de cartas, seis son de producción y disponibilidad obligatoria, otras seis opcional y las cinco restantes condicional.
Cartas obligatorias. Las seis cartas de producción y disponibilidad obligatoria son las siguientes:
- Plano de obstáculos de aeródromo – Tipo A. Esta carta estará disponible para aquellos aeródromos en los que existan obstáculos destacados en las áreas de despegue y aterrizaje.
- Carta topográfica para aproximaciones de precisión. Esta carta es obligatoria para todas las pistas en las que existan aproximaciones de precisión de categorías II y III.
- Carta de navegación en ruta. Esta carta estará disponible para todas las zonas en las que se hayan establecido Regiones de Información de Vuelo (FIR).
- Carta de aproximación por instrumentos. Se dispondrá de esta carta en todos los aeródromos en los que se haya establecido tal tipo de aproximación.
- Plano de aeródromo/helipuerto. En todos los que se utiliza regularmente la aviación civil internacional.
- Carta aeronáutica mundial 1:1.000.000. Se producirá en todas las zonas especificadas por la OACI.

Cartas opcionales. Las seis cartas opcionales se producirán si, en opinión de las Autoridades aeronáuticas de los Estados, contribuyen a la seguridad, regularidad y eficacia de las operaciones de las aeronaves.
- Plano de obstáculos de aeródromo – Tipo B.
- Plano de aeródromo para movimientos en tierra.
- Plano de estacionamiento y atraque de aeronaves.
- Carta aeronáutica 1:500.000.
- Carta de navegación aeronáutica (escala pequeña).
- Carta de posición.

Cartas condicionales. Las cinco cartas condicionales se producirán solamente si se cumplen determinadas condiciones o circunstancias.
- Plano de obstáculos de aeródromo – Tipo C.
- Carta de área.
- Carta de salida normalizada – Vuelo por instrumentos (SID).
- Carta de llegada normalizada – Vuelo por instrumentos (STAR).
- Carta de aproximación visual.

## Relación funcional entre las cartas
La necesidad de información cartográfica varía con las distintas fases del vuelo, por lo que las cartas han de adecuarse a esta circunstancia, resultando que los tipos de cartas varían en cuanto a la información que contienen, la forma de presentarla, la zona de superficie que representan, la escala, etc.
Por estos motivos se hace necesario que exista una relación funcional entre las cartas que el piloto debe usar, para que al pasar de una a otra, el trabajo de interpretación y adecuación quede reducido al mínimo. Por ejemplo, la carta de navegación en ruta y la carta de área son complementarias, abarcando requisitos similares relativos a la navegación en las fases de ruta y de área terminal. De forma similar, existe relación entre la carta de área y la carta de aproximación por instrumentos, entre la carta de aproximación y el plano de aeródromo, etc.
Los factores principales que deben tenerse en cuenta al considerar la relación entre las distintas cartas son:
- Uso de proyección común.
- Selección de escalas adecuadas, cuyos valores relativos sean fácilmente comprensibles.
- Cobertura racional cuando una carta sea parte de otra de mayor escala.
- Selección de puntos acotados y otra información relativa al terreno, construcciones y datos aeronáuticos que faciliten la transición de una carta a otra.
- Publicación simultánea de cartas anexas, tanto para las cartas nuevas como para las revisiones.

El diseño de las cartas, escala e información que se presenta, se debe realizar teniendo
en cuenta que se utiliza el menor número de cartas para cubrir todo el vuelo. El tamaño
óptimo para la producción de la carta es el A5.
Como características generales comunes a todas ellas se pueden señalar:
- Cobertura y escala. Serán las más adecuadas en cada caso para indicar con claridad todos los elementos de la carta. En la carta aparece siempre una escala lineal. Hay que tener en cuenta, además, que la principal utilidad de la carta es la de presentar la información útil al piloto.
- Unidades de medida. Las altitudes, elevaciones y alturas deben expresarse en metros, en pies o en ambas unidades indicándose con claridad en la carta la unidad utilizada.
- Declinación magnética. Debe indicarse las flechas del norte verdadero y magnético, la declinación magnética y su variación anual.

## Descripción de las cartas

### Plano de obstáculos del aeródromo – Tipo A.
Este plano suplementario tiene por función proporcionar información sobre las limitaciones que protegen el ascenso y el descenso. El objetivo de tales limitaciones es asegurarse de que en cada vuelo la carga de la aeronave es tal que esta pueda desarrollar la actuación mínima convenida para garantizar que en caso de fallo de motor durante el despegue pueda, o bien interrumpir el despegue y parar dentro del área prevista para tales emergencias, o iniciar el vuelo antes de llegar al extremo de pista y, a continuación, ascender hasta una altura especificada franqueando con un margen especificado todos los obstáculos que se encuentren en el área de la trayectoria.

### Plano de obstáculos de aeródromo - Tipo B
Este plano tiene por objeto satisfacer las siguientes funciones:
a) La determinación de las alturas mínimas de seguridad, incluso las pertinentes a los procedimientos de vuelo en circuito.
b) La determinación de los procedimientos que hayan de seguirse en caso de emergencia durante el despegue o aterrizaje.
c) La aplicación de los criterios de franqueamiento y señalización de obstáculos.
d) El suministro de datos para las cartas aeronáuticas.

### Plano de obstáculos de aeródromo - Tipo C
Este plano tiene como función primordial la de proporcionar datos necesarios sobre
obstáculos para que el explotador pueda preparar los procedimientos correspondientes
para cumplir con las limitaciones de utilización, proporcionando especialmente
información sobre los obstáculos que limiten la masa máxima admisible de despegue,
así como determinar las alturas mínimas de seguridad (incluidas las de vuelo en
circuito), y los procedimientos a seguir en caso de emergencia durante el despegue o
aterrizaje.

### Carta topográfica para aproximaciones de precisión
La función de esta carta es facilitar información detallada sobre el perfil del terreno (incluyendo los objetos naturales o construidos sobre el terreno) de determinada parte de área de aproximación final, para que las compañías aéreas puedan evaluar el efecto del terreno al determinar la altura de decisión, empleando radioaltímetros. Estas cartas deben estar disponibles para todas aquellas pistas que tengan aprobadas aproximaciones de precisión de categorías II y III.

### Carta de navegación en ruta
Esta carta proporciona información a la tripulación de vuelo para facilitar la navegación a lo largo de las rutas ATS, de conformidad con los procedimientos de los servicios de tránsito aéreo. Existirán cartas de navegación en ruta para todas las áreas en que se hayan establecido regiones de información de vuelo (FIR).

### Carta de área
Esta carta proporciona información a la tripulación de vuelo que opera en IFR para las siguientes fases:
a) Transición entre la fase de ruta y la aproximación a un aeródromo.
b) Transición entre el despegue o aproximación frustrada y la fase de vuelo en ruta.
c) Los vuelos por áreas de estructura compleja de rutas ATS o del espacio aéreo.
Este tipo de carta se prepara para el área de control terminal (TMA) alrededor de uno o más aeródromos en los que la congestión del tránsito aéreo es tal que son necesarias las rutas especificadas de llegada, salida y tránsito con el fin de conseguir la mayor seguridad y eficacia de las operaciones de vuelo de la aeronave hasta el aterrizaje en dicha área, el despegue desde la misma o su sobrevuelo. A veces resulta necesario publicar cartas por separado, por ejemplo, cuando se hayan establecido rutas SID y STAR y no fuera posible indicarlas claramente en la carta de área, o cuando se trate de varios aeródromos, o cuando el aeródromo en el que está centrado el TMA tenga dos o más pista paralelas.

### Carta de salida normalizada - Vuelo por instrumentos (SID)
Esta carta debe proporcionar información a la tripulación de vuelo que le permita seguir la ruta designada de salida normalizada de vuelo por instrumentos desde la fase de despegue hasta la fase en ruta. La fase de salida comienza en el extremo de una pista y termina en un punto significativo (punto de notificación o radioayuda) especificado desde el cual comenzar la fase de ruta del vuelo a lo largo de una ruta.
Además, en aeródromos con cierto volumen de tráfico, ya están implantadas las salidas/llegadas RNAV. Estas permiten un uso más flexible del espacio aéreo cercano a un aeropuerto, creando rutas más directas sin usar radioayudas. Aun así, las aeronaves requieren una certificación RNAV para volar en ellas.

### Carta de llegada normalizada - Vuelo por instrumentos (STAR)
Esta carta debe proporcionar información a la tripulación de vuelo que le permita seguir la ruta designada de llegada normalizada de vuelo por instrumentos desde la fase de ruta hasta la fase de aproximación. La fase de ruta termina cuando el avión abandona la estructura de rutas ATS en ruta y comienza la fase de aproximación en el punto de referencia de aproximación inicial (IAF).

### Carta de aproximación por instrumentos
Esta carta proporciona a la tripulación de vuelo la información necesaria que les permita efectuar procedimientos aprobados de aproximación por instrumentos a la pista prevista de aterrizaje. Se proporciona una carta separada para cada procedimiento, aunque se puede proporcionar una sola carta para varios procedimientos si estos son idénticos en los tramos de aproximación intermedia, final y aproximación frustrada.

### Carta de aproximación visual
Esta carta proporcionará a la tripulación de vuelo la información necesaria que les permita pasar de las fases de vuelo en ruta y de descenso a la de aproximación hasta la pista de aterrizaje prevista mediante referencia visual.

### Plano de aeródromo
El plano de aeródromo tiene por función proporcionar a las tripulaciones información relativa a las operaciones en el aeródromo. Facilita el movimiento de las aeronaves en tierra desde la pista hasta el puesto de estacionamiento. El plano corresponde a una vista general del aeropuerto desde tierra.

### Plano de aeródromo para movimientos en tierra
Este plano suplementario tiene por función proporcionar a las tripulaciones información que facilite el movimiento de las aeronaves en tierra, desde y hacia los puestos de estacionamiento de aeronaves. El eje central del plano es la información sobre las calles de rodaje. Se publica cuando no puedan indicarse con suficiente claridad en el plano de aeródromo los detalles necesarios para el movimiento en tierra de las aeronaves a lo largo de las calles de rodaje hacia y desde sus puestos de estacionamiento.

### Plano de estacionamiento y atraque de aeronaves
Este plano suplementario tiene por función proporcionar a las tripulaciones información que facilita el movimiento de las aeronaves en tierra entre las calles de rodaje de acceso a plataforma hasta los puestos de estacionamiento y viceversa. El eje de esta carta son las plataformas y los puestos de estacionamiento. Se publica cuando no pueden indicarse con suficiente claridad en el plano de aeródromo o en el plano de aeródromo para movimientos en tierra, detalles necesarios para el movimiento en tierra de las aeronaves entre las calles de rodaje de acceso a plataforma hasta los puestos de estacionamiento y viceversa.

### Carta aeronáutica Mundial 1:1.000.000
La función de esta carta es la de satisfacer las necesidades de la navegación aérea visual. Sirve también como carta aeronáutica básica o como carta para la planificación previa al vuelo. Se utiliza como carta básica cuando las cartas especializadas para el vuelo visual no proporcionen los datos esenciales, para proporcionar cobertura mundial completa a una escala constante con una presentación uniforme de los datos planimétricos, o en la producción de otras cartas aeronáuticas.

### Carta aeronáutica Seccional 1:500.000
La función de esta carta es proporcionar información que satisfaga las necesidades de la navegación aérea visual en vuelos a baja velocidad, a distancias cortas y medias y a altitudes bajas e intermedias, y completar las cartas sumamente especializadas que no proporcionan información visual esencial. Estas cartas se realizan para zonas terrestres en la que se necesiten realizar operaciones aéreas civiles basadas en referencias visuales para la navegación.
También muy útiles para la planificación de Búsqueda y Salvamento y establecer el sector en el que se va a proyectar un patrón de búsqueda visual ya que esta se realiza a baja velocidad y altura.

### Carta de navegación aeronáutica Terminal/Regional (escala pequeña)
Las funciones de esta carta son:
a) Servir como ayuda para la navegación a tripulaciones de vuelo de las aeronaves de gran radio de acción o grandes alturas.
b) Proporcionar los puntos de referencia selectivos, en extensas distancias para la identificación a grandes altitudes y velocidades, que se necesitan para la confirmación visual de la posición.
c) Proporcionar referencia visual continua respecto al suelo durante los vuelos a larga distancia sobre áreas que carecen de radioayudas u otras ayudas electrónicas para la navegación, o sobre áreas en que se prefiere o se hace necesaria la navegación aérea visual.
d) Proporcionar una serie de cartas con fines de carácter general para el planeamiento de vuelos de larga distancia y el trazado de posiciones.

### Carta de posición
Las cartas de posición proporcionan un medio para mantener en vuelo un registro continuo de las posiciones de las aeronaves por varios métodos de determinación de la posición y por navegación a estima, y mantener la trayectoria de vuelo deseada. Son adecuadas para rutas aéreas sobre áreas oceánicas y regiones poco pobladas.
- Datos: Q1875628
- Multimedia: Aeronautical charts / Q1875628